# Semana Santa en Badajoz
La Semana Santa de Badajoz, declarada Fiesta de Interés Turístico Internacional, se celebra en la ciudad de Badajoz (España), y sus orígenes se remontan al siglo XVI.
Declarada como Fiesta de Interés Turístico Internacional en enero de 2025, habiéndose iniciado los trámites para conseguir tal declaración en 2016, por su sobresaliente imaginería y pasos, así como las procesiones de muchas cofradías que recorren y engalanan las calles del casco antiguo de Badajoz, cuyas obras son de gran valor histórico-artístico.

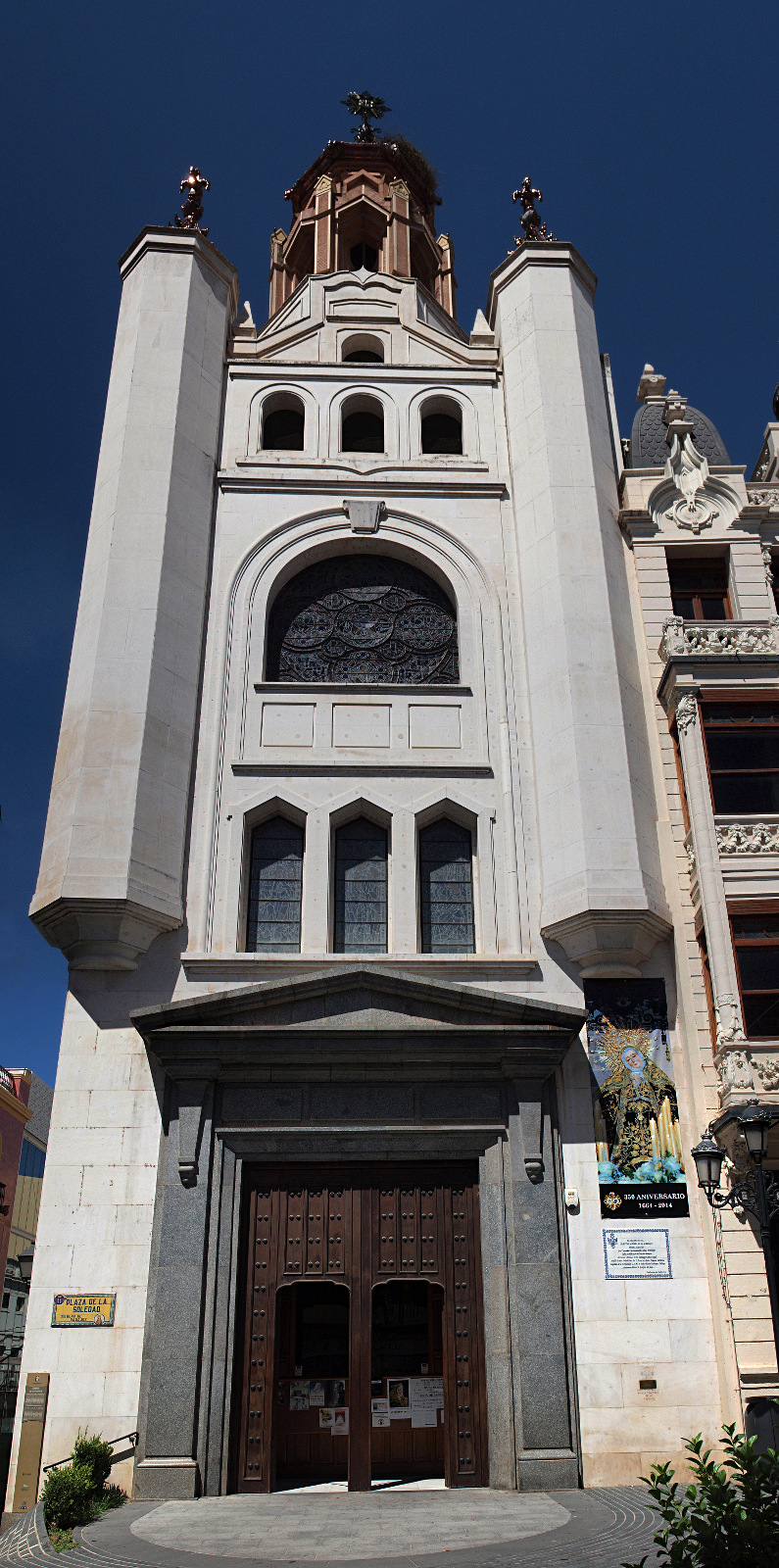
Ermita de la Virgen de la Soledad (Patrona de Badajoz).

Los días de mayor número de Desfiles Procesionales son desde el Martes al Viernes Santo, coincidiendo simultáneamente varias Procesiones en la calle (de distintas Cofradías), a lo largo de las tardes-noches, debiendo recorrer todas ellas la Carrera Oficial para efectuar la Estación de Penitencia en la Catedral Metropolitana de San Juan Bautista de Badajoz. 
Un solemne momento religioso se produce el Jueves Santo, con la salida de la Virgen de la Soledad Coronada, Patrona de Badajoz, a su paso por la Plaza de la Soledad.
Asimismo, hay que destacar la "madrugá", con la refundada Cofradía de la Vera-Cruz y el Cristo de la Paz de la Cofradia de San Roque, las cuales confluyen en torno a las 3-4 de la madrugada del Viernes Santo por las calles del casco histórico de la ciudad (Véase: Edificios religiosos históricos de Badajoz).

Galería
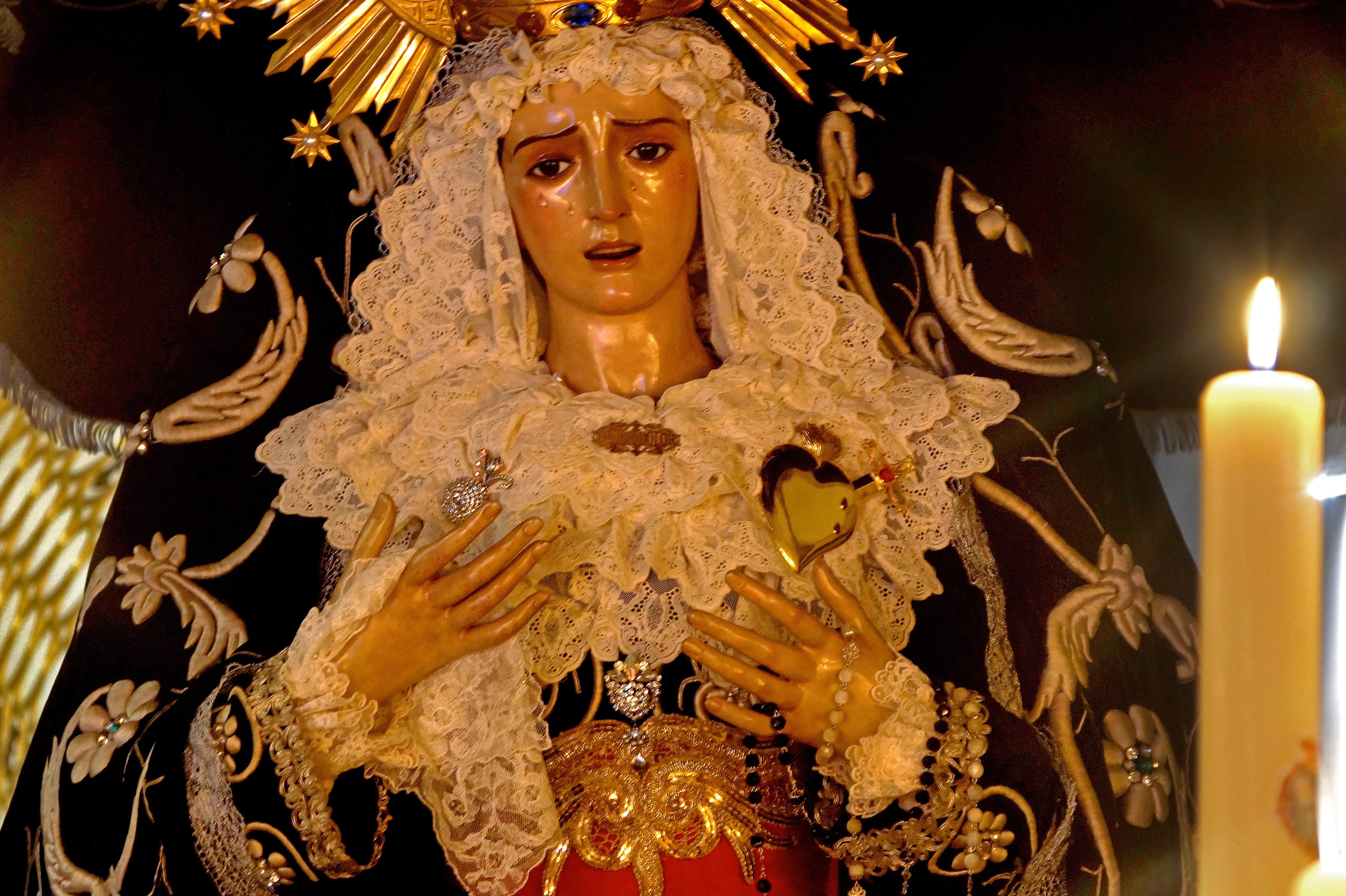
María Santísima del Mayor Dolor
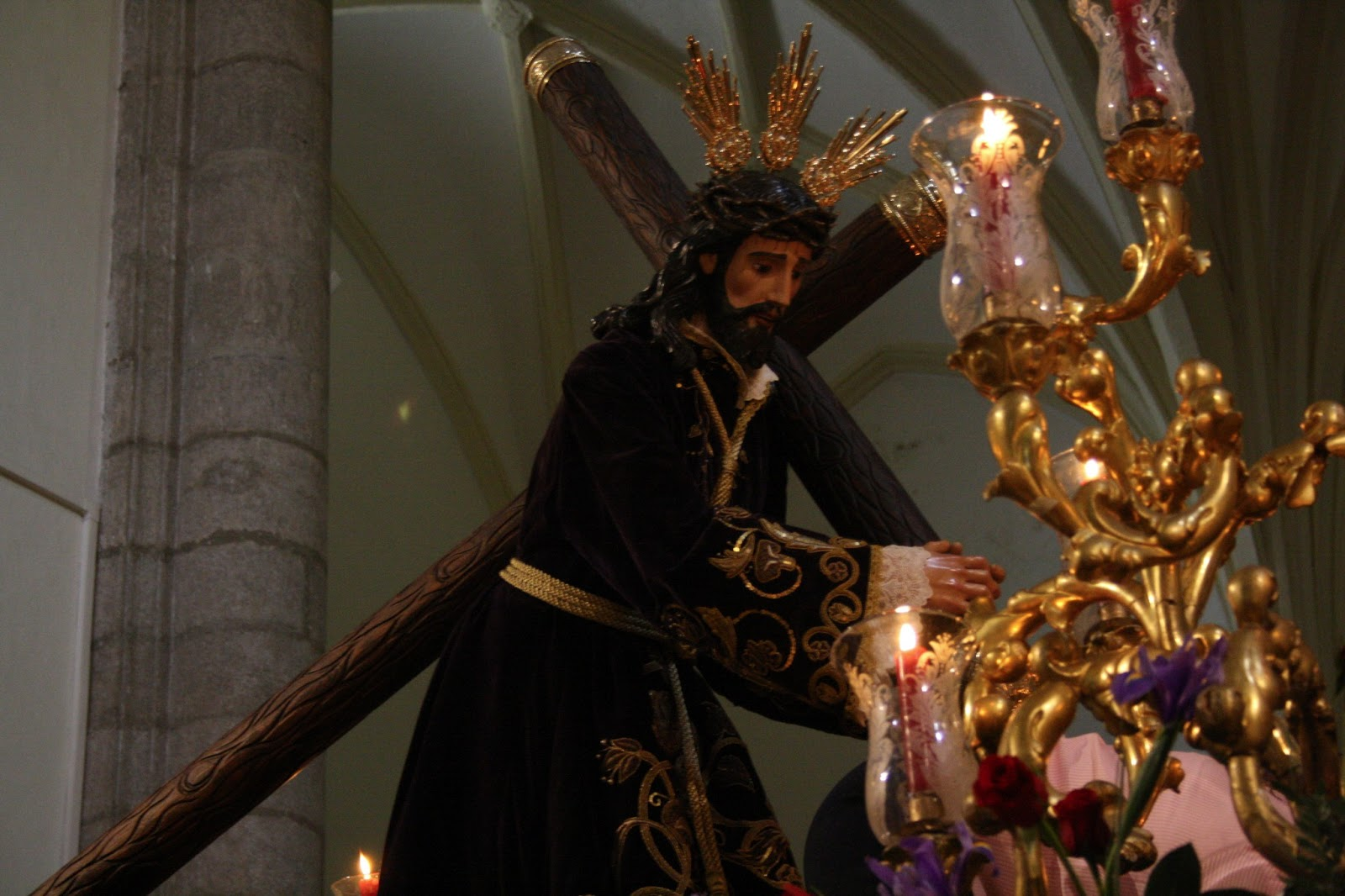
Nuestro Padre Jesús del Amparo
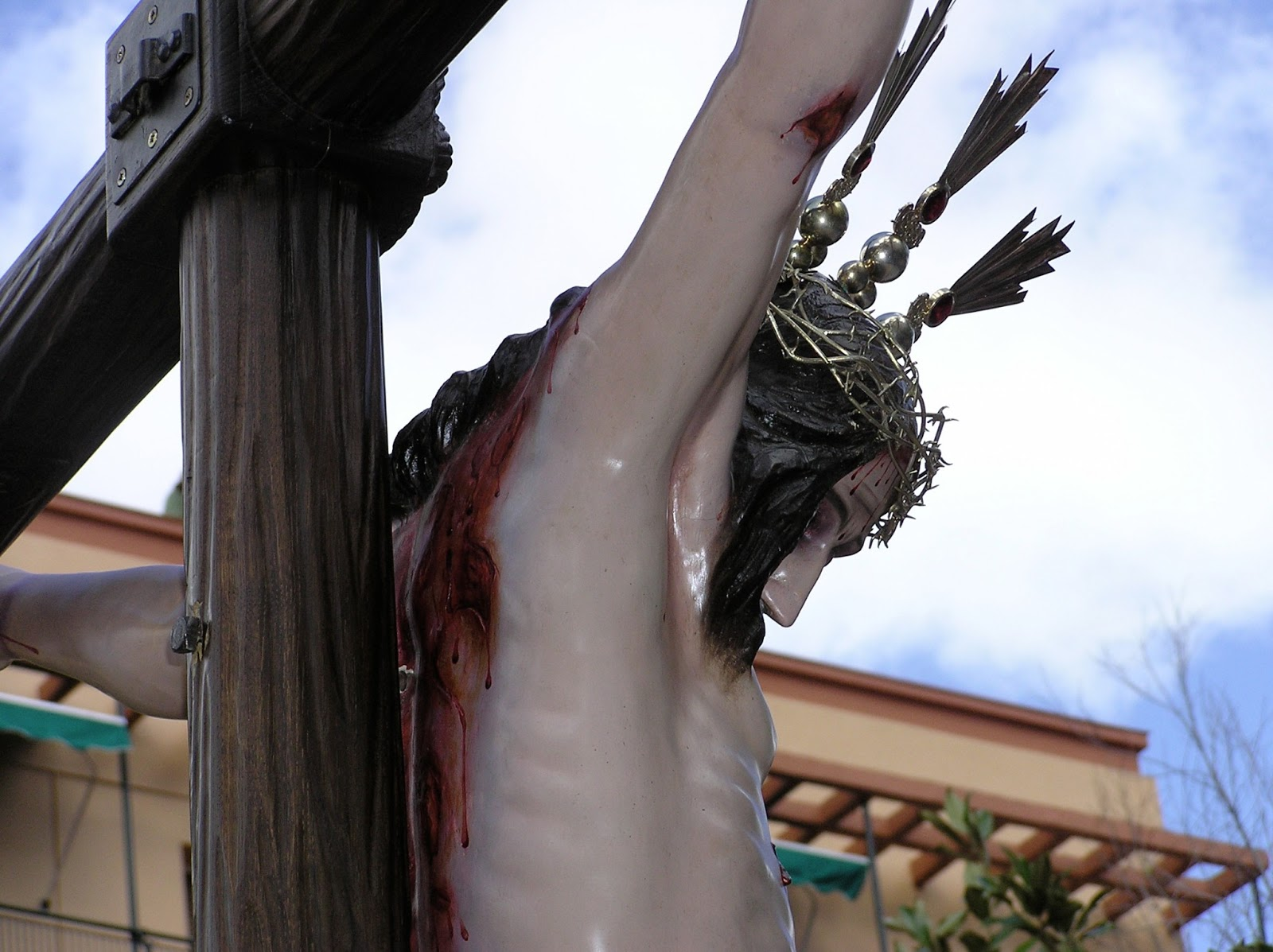
Santísimo Cristo de la Fe
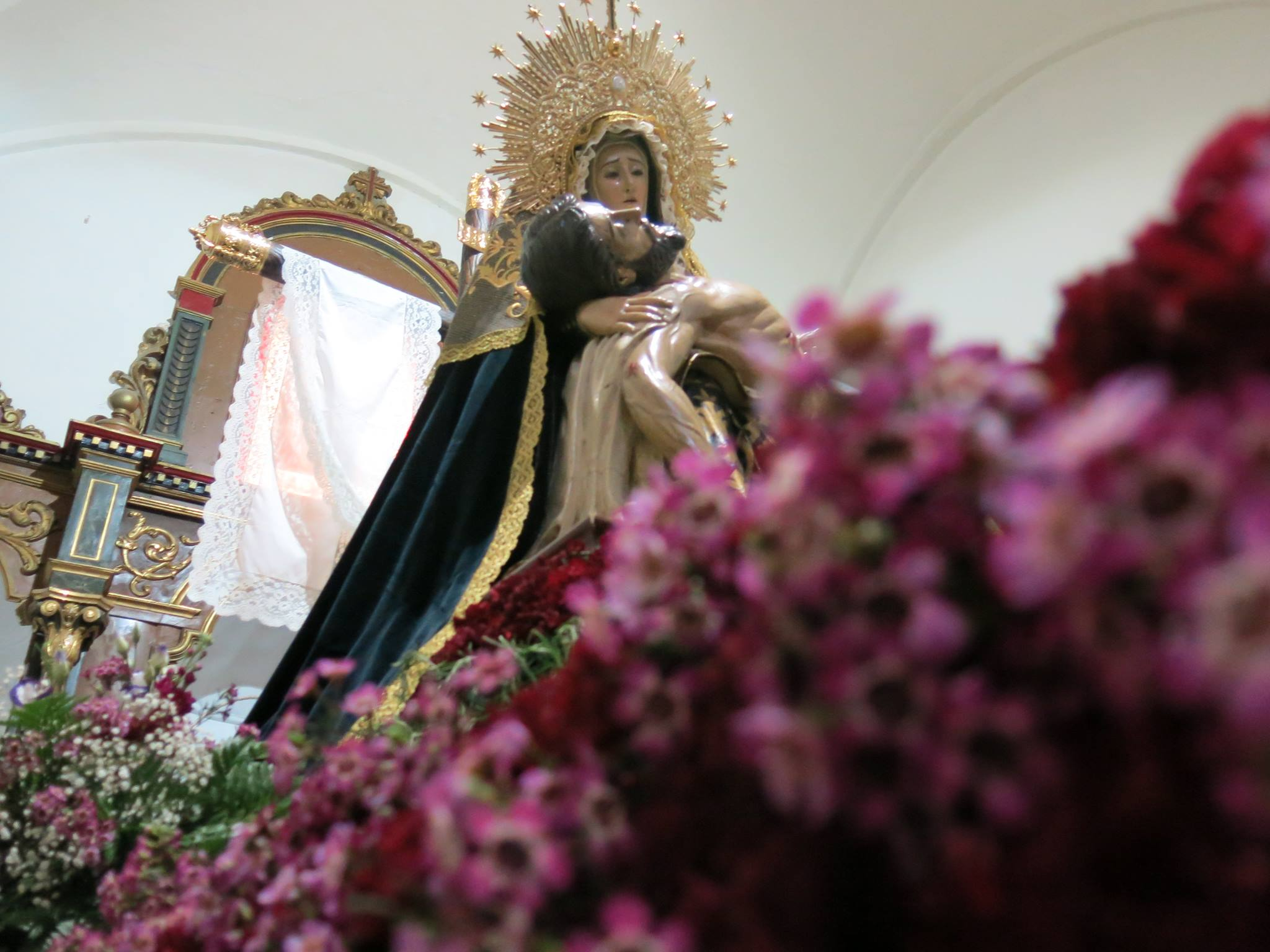
Nuestra Señora de la Piedad

Badajoz cuenta con 14 cofradías, siendo 10 de ellas de penitencia y 4 de gloria, debiendo recorrer todas ellas la Carrera Oficial para efectuar la Estación de Penitencia en la Catedral Metropolitana de San Juan Bautista de Badajoz. Un solemne momento religioso se produce el Jueves Santo, con la salida de la Virgen de la Soledad Coronada, Patrona de Badajoz, durante su salida en la plaza del mismo nombre. 
Dura unos nueve días: Desde el Sábado de Pasión, con la salida de la Hermandad de Jesús Obrero, hasta el Domingo de Resurrección, con la hermandad del mismo nombre.

## Cofradías participantes
| Nombre corto                         | Nombre oficial | Año fundación | Sede canónica                                   |
| ------------------------------------ | --- | ------------- | ----------------------------------------------- |
| Hermandad de Santo Domingo           | Hermandad y Cofradía de Penitencia de Nuestro Padre Jesús del Amparo, Dulce Nombre del Señor, Santísimo Cristo de la Fe y Nuestra Señora de la Piedad, María Santísima del Mayor Dolor     | 1603          | Iglesia de Santo Domingo. (Padres Paules)       |
| Hermandad del Santo Entierro         | Pontificia y Real Hermandad y Cofradía de Nuestro Señor Jesucristo Yacente (Santo Entierro), Nuestra Señora de las Lágrimas y Santiago Apóstol                                             | 1604          | Parroquia de Santa María la Real. (San Agustín) |
| Cofradía de la Soledad               | Pontificia y Real Hermandad y Cofradía de Nuestro Padre Jesús de la Humildad y Paciencia, Santísimo Cristo de la Humillación Ecce-Homo y Nuestra Señora de la Soledad (Patrona de Badajoz) | 1664          | Ermita de La Soledad                            |
| Hermandad de la Oración en el Huerto | Hermandad y Cofradía de Nuestro Padre Jesús de la Humildad, Nuestro Padre Jesús del Prendimiento y María Santísima de los Dolores                                                          | 1693          | Iglesia de la Purísima Concepción               |
| Hermandad de la Espina               | Pontificia Hermandad y Cofradía de Nuestro Padre Jesús de la Espina y Maria Santísima de la Amargura                                                                                       | 1773          | Convento de Ntra. Sra. de la Merced             |
| Cofradía del Descendimiento          | Cofradía del Santísimo Cristo del Descendimiento, María Santísima de la Piedad y Nuestra Señora de la Esperanza                                                                            | 1944          | Parroquia de San Andrés Apóstol                 |
| Hermandad de la Borriquita           | Hermandad y Cofradía de la Entrada Triunfal de Cristo en Jerusalén (Santísimo Cristo Rey), Santísimo Cristo de la Paz y Nuestra Señora de la Palma                                         | 1959          | Parroquia de la Purísima Concepción (San Roque) |
| Hermandad de los Ferroviarios        | Hermandad Sacramental del Santísimo Cristo de la Angustia y María Santísima de la Misericordia                                                                                             | 1971          | Parroquia de San Fernando y Santa Isabel        |
| Hermandad del Resucitado             | Hermandad y Cofradía de la Sagrada Resurrección de Nuestro Señor Jesucristo, Santísimo Cristo de la Caridad en su Sentencia y María Santísima de la Aurora, Madre de la Iglesia            | 1982          | Parroquia de Santa María la Real (San Agustín)  |
| Hermandad de la Vera Cruz            | Hermandad y Cofradía de la Santa Vera Cruz, Santísimo Cristo del Amor y Nuestra Señora de la Consolación                                                                                   | 2008.         | Iglesia de la Purísima Concepción               |
| Hermandad de Jesús Obrero            | Hermandad de Jesús Obrero y Dulce nombre de María | 2014          | Parroquia de Jesús Obrero                       |

## Procesionario

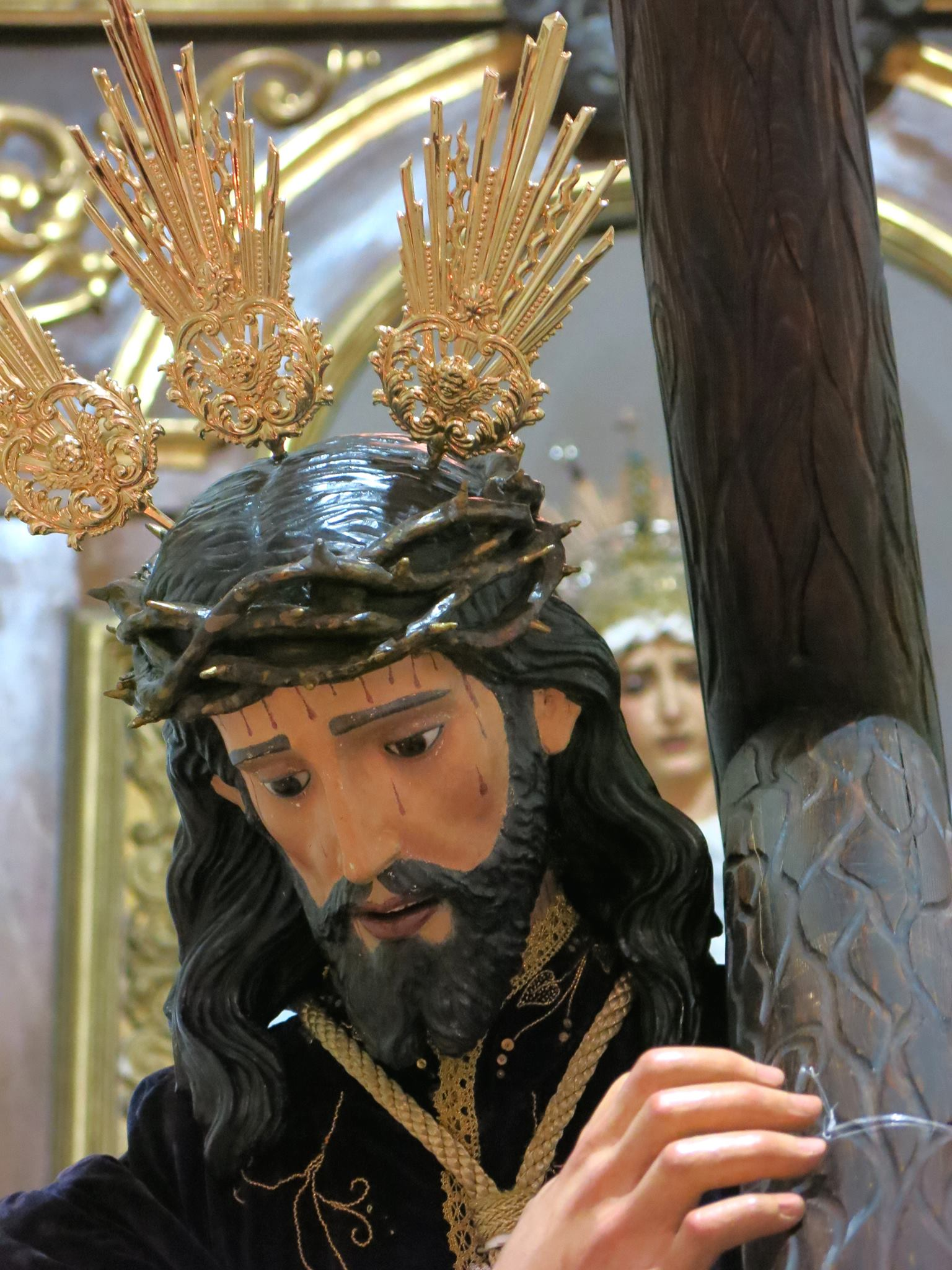
Rostro del Cristo del Amparo, de la Hermandad de Santo Domingo.

| Día                     | Madrugada                  | Mañana                   | Tarde                                                                             | Noche                           |
| ----------------------- | -------------------------- | ------------------------ | --------------------------------------------------------------------------------- | ------------------------------- |
| Sábado de Pasión        |                            |                          | Procesión del Dulce Nombre de María                                               |                                 |
| Domingo de Ramos        |                            |                          | Procesión de la Borriquita                                                        |                                 |
| Lunes Santo             |                            |                          | Procesión de la Oración en el Huerto                                              |                                 |
| Martes Santo            |                            |                          | - Procesión de la Espina - Procesión de la Angustia                               |                                 |
| Miércoles Santo         |                            |                          | - Procesión del Descendimiento - Procesión del Amparo                             |                                 |
| Jueves Santo            | Procesión del Prendimiento |                          | - Procesión de la Soledad - Procesión de la Vera Cruz - Procesión de la Sentencia |                                 |
| Viernes Santo           | Procesión de la Paz        |                          | Procesión del Santo Entierro                                                      | Procesión de la Soledad en luto |
| Domingo de Resurrección |                            | Procesión del Resucitado |                                                                                   |                                 |

### Vídeos
- Spot Semana Santa de Badajoz
- Badajoz, por su Semana Santa